# Unterseeboot 1307
L'Unterseeboot 1307 ou U-1307 est un sous-marin allemand (U-Boot) de type VIIC/41 utilisé par la Kriegsmarine pendant la Seconde Guerre mondiale.
Le sous-marin est commandé le 1er août 1942 à Flensbourg (Flensburger Schiffbau-Gesellschaft), sa quille posée le 2 décembre 1943, il est lancé le 29 septembre 1944 et mis en service le 17 novembre 1944, sous le commandement de l'Oberleutnant zur See Hans Buscher.
L'U-1307 n'a ni coulé, ni endommagé de navire, n'ayant pris part à aucune patrouille de guerre.
Il capitule à Bergen en mai 1945 et est sabordé en décembre 1945.

## Conception
Unterseeboot type VII, l'U-1307 avait un déplacement de 769 tonnes en surface et 871 tonnes en plongée. Il avait une longueur totale de 67,10 m, un maître-bau de 6,20 m, une hauteur de 9,60 m, un tirant d'eau de 4,74 m et un tirant d'air de 4,86 m. Le sous-marin était propulsé par deux hélices de 1,23 m, deux moteurs diesel Germaniawerft M6V 40/46 de 6 cylindres en ligne de 1 400 cv à 470 tr/min, produisant un total de 2 060 à 2 350 kW en surface et de deux moteurs électriques Allgemeine Elektricitäts-Gesellschaft 460/8-276 de 375 cv à 295 tr/min, produisant un total 550 kW, en plongée. Le sous-marin avait une vitesse en surface de 17,7 nœuds (32,8 km/h) et une vitesse de 7,6 nœuds (14,1 km/h) en plongée. Immergé, il avait un rayon d'action de 93 milles marins (150 km) à 4 nœuds (7,4 km/h; 4,6 milles par heure) et pouvait atteindre une profondeur de 230 m. En surface son rayon d'action était de 9 426 milles nautiques (soit 15 170 km) à 10 nœuds (19 km/h).
L'U-1307 était équipé de cinq tubes lance-torpilles de 53,3 cm (quatre montés à l'avant et un à l'arrière) et embarquait quatorze torpilles. Il était équipé d'un canon de 8,8 cm SK C/35 (220 coups), d'un canon de 20 mm Flak C30 en affût antiaérien et d'un canon 37 mm Flak M/42 qui tire à 15 350 mètres avec une cadence théorique de 50 coups par minute. Il pouvait transporter 26 mines Torpedomine A ou 39 mines Torpedomine B. Son équipage comprenait 4 officiers et 44 à 56 sous-mariniers.

## Capteurs

### Appareils d'écoute sous-marin

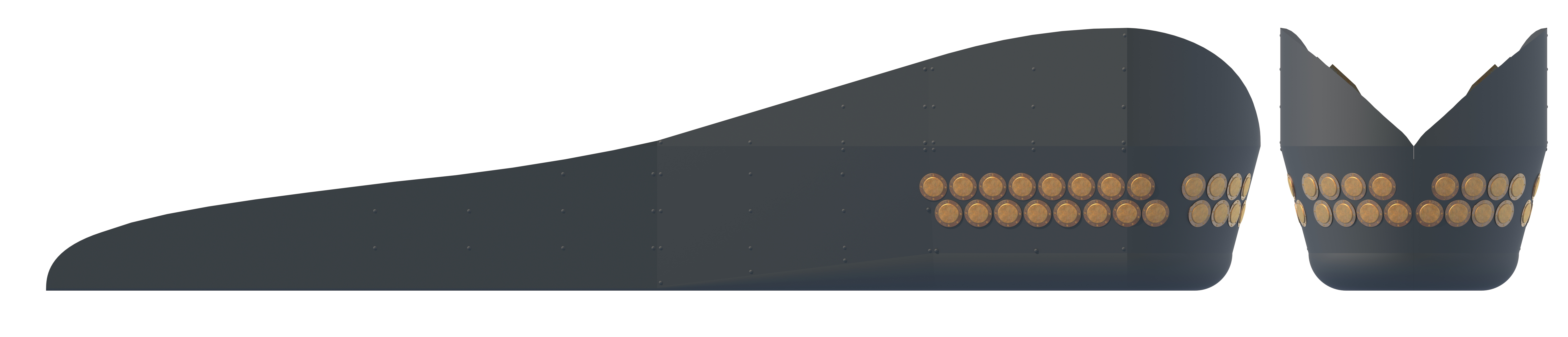
Vue d'un Balcongerät équipé sur le type VIIC.

L'U-1307 est l'un des dix U-Boote de type VII équipé d'un Balkongerät (littéralement Appareil de balcon ou d'équipement). Le Balkongerät équipe les sous-marins U-682, U-788, U-799, U-997, U-1021, U-1105, U-1172, U-1306, U-1307 et U-1308.
Ce système de 48 récepteurs sonores placés à l'avant de la quille du submersible équipait tous les Type XXI et Type XXIII ainsi que plusieurs Type IX et Type X. Le Balkongerät présente une version améliorée du Gruppenhorchgerät (en) (GES). Le GES regroupe 24 hydrophones et le Balkongerät le double, permettant aux sous-marins de traquer les bâtiments de surface.
Le principe des hydrophones est assez simple. Deux paires de microphones sous-marins qui écoutent les bruits d'hélice des navires. En mesurant le temps nécessaire à la réception du son par les microphones, le dispositif identifie la position du navire bruiteur. Le radio du sous-marin identifie s'il s'agit d'un navire marchand ou de guerre, en fonction de la vitesse à laquelle celui-ci se déplace.
Avec une vitesse se propageant plus de quatre fois plus vite dans l'eau que dans l'air, les hydrophones captent des signaux de convois voyageant à plus de 100 kilomètres de distance.
Pour une efficacité maximale, l'U-Boot devait arrêter ses moteurs en surface pendant quelques minutes, lors des écoutes des hydrophones, lui procurant l'atout du silence.

## Historique
Il entre en phase d'entraînement à la 4. Unterseebootsflottille basé à Stettin.
Étant toujours en formation à la fin de la guerre, il n’a jamais pris part à une patrouille ou à un combat.
L'U-1307 se rend aux Alliés le 9 mai 1945 à Bergen, en Norvège.
Le 2 juin 1945, il est transféré au point de rassemblement du Loch Ryan en vue de l'opération Deadlight, opération alliée pour la destruction massive de la flotte d'U-Boote de la Kriegsmarine.
L'U-1307 est coulé le 9 décembre 1945 à la position 55° 50′ N, 10° 05′ O, par des roquettes d'un Firely du 816 Sqn (FAA) du porte-avions d'escorte HMS Nairana.

## Affectations
- 4. Unterseebootsflottille du 17 novembre 1944 au 8 mai 1945 (Période de formation).

## Commandement
- Oberleutnant zur See Hans Buscher du 17 novembre 1944 au 9 mai 1945.